# باول سكرتيش
باول سكرتيش (بالبولندية: Paweł Ludwik Skrzecz)‏ (مواليد 25 أغسطس 1957) هو ملاكم بولندي، مثّل بلاده في الألعاب الأولمبية الصيفية 1980 وحقق الميدالية الفضية في فئة الوزن الثقيل الخفيف.

## روابط خارجية
باول سكرتيش على موقع أوليمبيديا (الإنجليزية)
- باول سكرتيش على موقع اللجنة الأولمبية البولندية (مؤرشف) (البولندية)